# Ukrainas socialdemokratiska parti
Ukrainas socialdemokratiska parti (Українська соціал-демократична партія) är ett politiskt parti i Ukraina, ingående i valalliansen Julia Tymosjenkos block.
Partiet har en hundraårig historia, även om det var vilande under sovjettiden.